# Mathyas Randriamamy
Mathyas Randriamamy, né le 23 avril 2003 à Clamart, est un footballeur international malgache qui évolue au poste de gardien de but a l’Ermis Aradioppou .

## Biographie

### Carrière en club
Né en France de parents d'origine malgache, Randriamamy est passé par le centre de formation du Paris FC, avant de rejoindre le Paris Saint-Germain en 2016,,. Il signe son premier contrat professionnel avec le club, le 16 août 2021,,,, après une saison où il a figuré à plusieurs reprises sur les feuilles de matchs, en Ligue 1 et en Ligue des champions. Il reste toutefois encore assez loin d'une place de titulaire au PSG, dans un secteur quelque peu saturé, avec en lice Navas, Donnarumma, Rico, Letellier et Franchi (et même Bułka, Areola et Innocent en prêt mais toujours liés au club pour la saison).

### Carrière en sélection
Randriamamy reçoit sa première convocation en équipe de Madagascar le 22 octobre 2020, pour les matches de qualification à la Coupe d'Afrique des Nations 2021 contre la Côte d'Ivoire,. Il fait ses débuts avec la sélection le 10 octobre 2021, titularisé pour une victoire 1-0 en éliminatoires de la Coupe du Monde contre la RDC,.